# Круликовский, Павел
Па́вел Зби́гнев Круликовский (Кроликовский) (пол. Paweł Zbigniew Królikowski; 1 апреля 1961 — 27 февраля 2020) — польский режиссёр и актёр театра, кино, радио и телевидения. С 2018 года председатель актёрского профсоюза — Союза артистов польских сцен (Związek Artystów Scen Polskich).

## Биография
Родился в Здуньская-Воле. В 1987 году окончил Вроцлавский филиал Государственной высшей театральной школы в Кракове. Актёр театра в Лодзи. Выступал в спектаклях «театра телевидения» с 1992 года, также в радиопередачах «Польского радио».
Его брат — актёр Рафал Круликовский.

## Избранная фильмография
актёр:
- 1984 — День колибри / Dzień kolibra
- 1987 — Каннибал / Ludożerca
- 1990 — Торговец / Kramarz
- 2000 — Приговор Франтишеку Клосу / Wyrok na Franciszka Kłosa
- 2006 — Каждый из нас — Христос / Wszyscy jesteśmy Chrystusami
- 2006 — Одиночество в Сети / S@motność w sieci
- 2006 – 2016  — "Ранчо" (сериал) / Ranczo
- 2007 — Главный свидетель / Świadek koronny
- 2009 — Хель / Hel
- 2011 — Меня зовут Ки / Ki
- 2012 — Не стыдясь / Bez wstydu